# Парфеньковский сельсовет
Парфеньковский сельсовет — упразднённая административно-территориальная единица, существовавшая на территории Московской губернии и Московской области до 1951 года.
Парфеньковский сельсовет возник в первые годы советской власти. По состоянию на 1922 год он входил в Яропольскую волость Волоколамского уезда Московской губернии.
По данным 1926 года в состав сельсовета входил 1 населённый пункт — Парфеньково.
В 1929 году Парфеньковский с/с был отнесён к Волоколамскому району Московского округа Московской области. При этом к Ефремовскому с/с был присоединён Новинковский с/с.
17 июля 1939 года к Парфеньковскому с/с были присоединены населённые пункты Шилово упразднённого Шиловского с/с и Шишково упразднённого Шишковского с/с.
30 ноября 1951 года Парфеньковский с/с был упразднён. При этом селение Шилово было передано в Ярополецкий с/с, Шишково — в Речкинский с/с, а Парфеньково — в Мусинский с/с.